# TOKYO UPSIDE STATION
TOKYO UPSIDE STATION （トーキョー アップサイド ステーション）は、東海ラジオ放送で1987年4月から2022年9月25日まで放送されていたラジオ番組。

## 概要
以前は東海ラジオ・東京支社内にある（日比谷公園近くの、日比谷中日ビル4階）東京スタジオから生放送されていた。前身番組は、「TOKYO UPTOWN STATION」（トーキョーアップタウンステーション・1986 - 1987年・出演：乱一世、栗田貫一）。
2022年9月25日の放送をもって番組が終了することが、同年9月4日の放送で発表された。
また、同じ東海ラジオで2022年4月2日から毎週土曜7:00 - 10：00に放送の「Weekend Step」でも、放送開始から9月24日にかけて「TOKYO UPSIDE STATION」というコーナーがあり、同じく東京からの話題を届けていたが、こちらは東京スタジオからではなく、本社スタジオからパーソナリティのCocoroが情報を伝えていた。

## 放送時間とパーソナリティ
| 期間      | 期間      | 放送時間                           | 月曜日           | 火曜日                                                                               | 水曜日                                                                       | 木曜日           | 金曜日           | 土曜日 | 日曜日 | 備考                 |
| --------- | --------- | ---------------------------------- | ---------------- | ------------------------------------------------------------------------------------ | ---------------------------------------------------------------------------- | ---------------- | ---------------- | --- | ------ | -------------------- |
| 1986      | 1987.3    | 平日 16:35 - 17:00                 | 乱一世・栗田貫一 | 乱一世・栗田貫一                                                                     | 乱一世・栗田貫一                                                             | 乱一世・栗田貫一 | 乱一世・栗田貫一 | |        | TOYKO UPTOWN STATION |
| 1987.4    | 不明      | 平日 12:00 - 12:25                 | 木下秀成         | 木下秀成                                                                             | 木下秀成                                                                     | 木下秀成         | 木下秀成         | |        |                      |
| 不明      | 2001.3    | 平日 12:00 - 12:20                 | TAICHI山田       | TAICHI山田                                                                           | 木下秀成                                                                     | TAICHI山田       | 木下秀成         | [ 2 ] |        |                      |
| 2001.4    | 2001.9    | 平日 12:02 - 12:14 （内包）        | 木下秀成         | 中村由紀                                                                             | 中村由紀                                                                     | 桑江知子         | 木下秀成         | 「あんびるとよぞうのラジオどんぶり」に内包。                                                                             |        |                      |
| 2001.10   | 2007.9    | 平日 12:02 - 12:14 （内包）        | 木下秀成         | 中村由紀                                                                             | 中村由紀                                                                     | 桑江知子         | 木下秀成         | 「美味時間」に内包。2007年3月5日 - 3月16日： 日比谷スタジオの改修工事のために休止（その間のみ「美味時間」が1時間の放送） |        |                      |
| 2007.10   | 2010.4.2  | 平日 12:02 - 12:14 （内包）        | 木下秀成         | 中村由紀                                                                             | 中村由紀                                                                     | 中村由紀         | 木下秀成         | 木曜日パーソナリティ変更                                                                                                 |        |                      |
| 2010.4.5  | 2012.3    | 平日 12:09 - 12:21 （内包）        | 木下秀成         | 中村由紀                                                                             | 中村由紀                                                                     | 中村由紀         | 木下秀成         | 「かにタク言ったもん勝ち」に内包。                                                                                       |        |                      |
| 2012.4    | 2014.9.26 | 平日 12:09 - 12:21 （内包）        | 川島葵           | 中村由紀                                                                             | 中村由紀                                                                     | 中村由紀         | 川島葵           | 月・金曜日パーソナリティ変更。                                                                                           |        |                      |
| 2014.9.29 | 2015.3.24 | 平日 12:28 - 12:40 （内包）        | 川島葵           | 中村由紀                                                                             | 中村由紀                                                                     | 中村由紀         | 川島葵           | 「日替わりラジオ コレカラ」に内包。                                                                                      |        |                      |
| 2015.4    | 2017.9    | 水 - 金曜 12:28 - 12:40 （内包）   |                  |                                                                                      | 川島葵                                                                       | 川島葵           | 川島葵           | 月曜「TSUKEMENのTSUKEラジ!」、火曜「サンプラザ中野くんのどえランナー」放送開始のため。                                   |        |                      |
| 2017.10   | 2018.9    | 日曜 11:00 - 11:30                 |                  |                                                                                      |                                                                              | 川島葵           | 日曜に移動       | |        |                      |
| 2018.10   | 2019.3    | 日曜 9:00 - 9:40                   | 放送時間変更     |                                                                                      |                                                                              | 川島葵           |                  | |        |                      |
| 2019.4.7  | 2019.6.30 | 日曜 7:10 - 7:30 9:45 - 10:00      | 坂口美奈子       | 放送枠分割 日曜7時台： TOKYO UPSIDE STATION 710 日曜9時台： TOKYO UPSIDE STATION 945 |                                                                              |                  |                  | |        |                      |
| 2019.7.7  | 2019.9    | 日曜 7:10 - 7:30 9:45 - 10:00      | 川島葵           | 川島が産休より復帰。                                                                 |                                                                              |                  |                  | |        |                      |
| 2019.10   | 2022.9.25 | 土曜 6:30 - 6:45 日曜 9:45 - 10:00 | 川島葵           | 川島葵                                                                               | 放送時間変更 土曜： TOKYO UPSIDE STATION 630 日曜： TOKYO UPSIDE STATION 945 |                  |                  | |        |                      |

## 番組の流れ
現在
- オープニング直後に「東京支社のおすすめ」と称したコーナーで、川島を含む東京支社スタッフによる関東圏内の情報を伝える。
- パーソナリティの自己紹介の後、その日のゲストを紹介する（主に演歌歌手が出演することが多い）。曲を出しているゲストのみ、トークの後で曲を流して終了。

過去
- 「日替わりラジオ コレカラ」のパーソナリティ、堀真理子（水・木曜）、山口由里（金曜）が「この後は、TOKYO UPSIDE STATIONです」と言った後で番組が始まる(12:28頃)。
- 「美味時間」のパーソナリティーによる簡単な挨拶・番組メニューの紹介を行った後、番組が始まる。
- ゲストを迎えたりする時間帯‐毎週金曜日のみ、秀ちゃん（木下秀成）大好き素肌美人 － 提供：ヒノキ肌粧品
- エンディングは東京からの生放送ということもあり、東京に関したさまざまな話題を伝えることが多かった。時々、関東の田舎や甲信越の話題も伝えていた。

※内包前は前後番組のパーソナリティと会話をすることがあった。